# De gamla på stranden

Dagens död av Richard Bergh (1895). Nationalmuseum.

De gamla på stranden är en oljemålning av Richard Bergh från 1903. Statens Museum for Kunst i Köpenhamn förvärvade tavlan direkt från konstnären. 
Bergh var känd för att utforska det svenska landskapets symboliska sidor, till exempel i Vision, motiv från Visby (1894), Riddaren och jungfrun (1897) och Nordisk sommarkväll (1899–1900). I De gamla på stranden skildras äldre människor som ser ut över en solnedgång vilket kan symbolisera livets förgänglighet. Konstnären förklarade själv att målningen skulle ha med "jorden, solen och det hela att göra". Han var bland annat påverkad av tysk romantik och Caspar David Friedrich som ofta målade ryggvända figurer (jämför Aftonlandskap med två män och Livsåldrarna). Bergh gjorde skisser till kustpartiet vid Arild i Skåne. Två av skisserna ingår i Nationalmuseums samlingar. Nationalmuseum äger även Berghs Dagens död, utförd i kol och olja på duk 1895, som har stora likheter med De gamla på stranden vad gäller motiv och färgsättning.